# GnomeBaker
GnomeBaker — свободная программа для записи CD и DVD для UNIX-подобных операционных систем.

## Возможности
GnomeBaker предлагает множество функций для работы с CD и DVD компакт-дисками:
- Создание дисков с данными;
- Очистка дисков;
- Запись DVD-дисков;
- Копирование компакт-дисков с данными;
- Копирование звуковых компакт-дисков ;
- Поддержка мультисессий;
- Создание и запись образов диска;
- Поддержка устройств, работающих на интерфейсах SCSI и ATAPI. Обычно, если cdrecord работает с устройством, то и GnomeBaker будет работать;
- Возможность создания компакт-дисков с помощью перетаскивания файлов мышью, в том числе из файлового менеджера Nautilus (файловый менеджер).
- Создание звуковых компакт-дисков из файлов формата WAV, MP3, FLAC и Ogg;
- Использование GConf для хранения данных о конфигурации приложения.